# Olga Taussky-Todd
Olga Taussky-Todd (ur. 30 sierpnia 1906 w Ołomuńcu, Austro-Węgry, zm. 7 października 1995 w Pasadenie, USA) – austriacka i czesko-amerykańska matematyczka specjalizująca się w algebraicznej teorii liczb i teorii macierzy.

## Życiorys
Urodziła się w rodzinie żydowskiej. Jej ojciec, Julius David Taussky był chemikiem, a matka Ida Pollach zajmowała się domem. Była drugą z trzech sióstr. Gdy Olga miała 3 lata, rodzina przeprowadziła się do Wiednia. W trakcie I wojny światowej w 1916 rodzina przeprowadziła się do Linzu, gdzie Julius Taussky został dyrektorem fabryki octu.
Studiowała matematykę na Uniwersytecie Wiedeńskim. Pracę dyplomową napisała w 1930 pod kierunkiem Philippa Furtwänglera. W czasie studiów brała udział w spotkaniach Koła Wiedeńskiego.
W 1931 została asystentką na Uniwersytecie w Getyndze. W tym czasie grupa matematyków niemieckich planowała wydanie dzieł zebranych Davida Hilberta. Olga Taussky została wynajęta do poprawienia błędów matematycznych w jego pracach. Przez 3 lata udało jej się poprawić wszystkie prace poza jedną dotyczącą hipotezy continuum. W tym czasie zaprzyjaźniła się z Emmy Noether.
W 1934 opuściła Austrię w związku ze swoim żydowskim pochodzeniem. Udała się do Emmy Noether do USA, gdzie pracowała w Bryn Mawr College w Pennsylwanii. Po śmierci przyjaciółki w 1934 przeprowadziła się do Wielkiej Brytanii, gdzie pracowała w Girton College w Cambridge.
W 1938 poślubiła kolegę z University of London Johna Todda.
W czasie II wojny światowej wspólnie z mężem prowadziła dla National Physical Laboratory analizy wibracji konstrukcji lotniczych przy pomocy rachunku macierzowego.
W 1947 para przeprowadziła się do USA podejmując pracę w National Bureau of Standards i w Institute for Advanced Study na Uniwersytecie w Princeton, gdzie współpracowała przy komputerowym projekcie Johna von Neumanna. W 1957 Olga i jej mąż objęli stanowiska wykładowców California Institute of Technology w Pasadenie. John od razu otrzymał tytuł Profesora, podczas gdy Olga była tylko asystentką naukową. Tytuł profesorski otrzymała dopiero w 1971.
Członek rady London Mathematical Society (1946-47) i American Mathematical Society (1972-78).
Zmarła w Pasadenie w 7 października 1995 w wyniku powikłań po złamaniu biodra.

## Członkostwo w Akademiach Nauk
- 1975 – Austriacka Akademia Nauk
- 1985 – Bawarska Akademia Nauk
- 1991 – American Association for the Advancement of Science[1]

## Nagrody i odznaczenia
- 1971 – Nagroda Forda od Mathematical Association of America[1]
- 1978 – austriacki Krzyż Honorowy za Zasługi w dziedzinie nauki i sztuki pierwszej klasy
- 1980 – doctor honoris causa Uniwersytetu Wiedeńskiego
- 1981 – Wykład noetherowski
- 1988 – doctor honoris causa University of Southern California[1]

## Upamiętnienie
Od lata 2016 siedem kobiet naukowców, w tym Olga Taussky-Todd, zostanie upamiętnionych rzeźbami na terenie Uniwersytetu Wiedeńskiego w ramach projektu obchodów 650-lecia uczelni.